# Памятный знак жертвам Чернобыльской катастрофы (Чернигов)
Памятный знак жертвам Чернобыльской катастрофы — памятник монументального искусства местного значения в Чернигове.

## История
Распоряжением Черниговского областной государственной администрации от 18.12.1998 № 856 присвоен статус памятник монументального искусства местного значения с охранным № 133 под названием Памятный знак жертвам Чернобыльской катастрофы. 
Расположен в «комплексной охранной зоне памятников исторического центра города», согласно правилам застройки и использования территории. Установлена информационная доска.

## Описание
В 1996 году на аллее Героев: напротив дома № 16А проспекта Мира установлен памятный знак жертвам Чернобыльской катастрофы — аварии на Чернобыльской АЭС 26 апреля 1986 года. На открытии присутствовал Президент Украины Леонид Данилович Кучма.
Памятный знак расположен на возвышении, к которому ведут ступени, и представляет из себя скульптурную композицию на постаменте. Постамент состоит из двух разновеликих объёмов, расположенных один на одном. Площадка возвышения, ступени и постамент облицованы чёрным гранитом. На верхнем объёме высечена надпись: «26 квітня 1986» («26 апреля 1986»), на торце верхнего объёма — «Автори: Єршов. Г. Архитектори: Гагарин А. Султанов А. Споруджено: 1996 р.» (с допущенными орфографическими ошибками) («Авторы: Ершов. Г. Архитекторы: Гагарин А. Султанов А. Сооружён: 1996 г.»). Скульптурная композиция — «мирный атом», внутри которого человек, с направленными вверх руками. При реконструкции аллеи Героев в период 2017—2018 годы были видоизменены ступени, ведущие к возвышению, и облицовка нижнего объёма постамента, площадки возвышения и ступеней: заменены с чёрного на серый гранит. 
Скульптор — Г. А. Ершов, архитекторы: А. А. Султанов, А. Н. Гагарин.